# Бурмак, Григорий Васильевич
Григорий Васильевич Бурмак (25 декабря 1919, Кабанье, Харьковская губерния — 9 июля 1993, Старобельск, Луганская область) — гвардии старший лейтенант Советской Армии, участник советско-финляндской, Великой Отечественной и советско-японской войн, Герой Советского Союза (1945). После войны работал агрономом, затем заместителем директора Старобельского треста совхозов.

## Биография
Григорий Васильевич Бурмак родился 25 декабря 1919 года в крестьянской семье в слободе Кабанное Кабанской волости Купянского уезда Харьковской губернии Украинской Социалистической Советской Республики, ныне посёлок Краснореченское Краснореченского поселкового совета Кременского района Луганской области Украины. Окончил среднюю школу.
В 1939 году был призван в армию и участвовал в советско-финляндской войне. В 1940 году по завершении боевых действий с Финляндией был демобилизован.
В 1942 году окончил плодоовощной факультет Таджикского сельскохозяйственного института в Сталинабаде (ныне — Душанбе). В мае 1942 года был призван на службу в Рабоче-крестьянскую Красную Армию. В мае — июне 1942 года на фронтах Великой Отечественной войны, был подносчиком снарядов артиллерийского орудия.
Член ВЛКСМ с января 1943 года.
В 1943 году окончил Сталинградское военное танковое училище, после чего вернулся на фронт. Участвовал в боях на Юго-Западном, Брянском, 1-м и 2-м Украинском фронтах, был ранен. Принимал участие в боях на Северском Донце, Курской битве, Корсунь-Шевченковской, Уманско-Ботошанской, Ясско-Кишинёвской, Дебреценской операциях. К августу 1944 года гвардии лейтенант Григорий Бурмак командовал танковым взводом 1-го танкового батальона 21-й гвардейской танковой бригады 5-го гвардейского танкового корпуса 6-й гвардейской танковой армии 2-го Украинского фронта. Отличился во время освобождения Румынии.
25 августа 1944 года взвод Бурмака первым достиг моста через реку Сирет в районе населённого пункта Козмешти в 20 километрах к северо-востоку от Фокшан и захватил его. Мост был спасён от подрыва. В ходе боя за мост взвод уничтожил 3 вражеских танка, 2 штурмовых орудия, противотанковую батарею, около роты пехотинцев. Действия взвода позволили успешно форсировать реку всей бригаде.
Указом Президиума Верховного Совета СССР от 24 марта 1945 года за «образцовое выполнение боевых заданий командования на фронте борьбы с немецко-фашистскими захватчиками и проявленные при этом мужество и героизм» гвардии лейтенант Григорий Бурмак был удостоен высокого звания Героя Советского Союза с вручением ордена Ленина и медали «Золотая Звезда» за номером 5959.
В мае 1945 года Бурмак окончил Ленинградскую высшую офицерскую бронетанковую школу. В августе-сентябре 1945 года, будучи командиром танковой роты, принимал участие в советско-японской войне. После войны служил в Чите в 7-м запасном танковом полку. В мае 1946 года в звании старшего лейтенанта Бурмак был уволен в запас.
С 1950 года член ВКП(б).
Проживал в городе Старобельске Луганской (Ворошиловградской) области Украинской ССР, работал агрономом в селе Мостки, затем заместителем директора Старобельского треста совхозов.
Григорий Васильевич Бурмак умер 9 июля 1993 года в городе Старобельске Старобельского района Луганской области Украины.

## Награды
- Герой Советского Союза,  24 марта 1945 года[3][4][5]
  - Медаль «Золотая Звезда» № 5959
  - Орден Ленина
- Орден Отечественной войны I степени, 6 апреля 1985 года[6]
- Два ордена Красной Звезды, 30 августа 1943 года[7], 20 августа 1945 года[8]
- Орден «Знак Почёта»
- Медали, в т.ч.:
  - Юбилейная медаль «За доблестный труд. В ознаменование 100-летия со дня рождения Владимира Ильича Ленина»[9]